# Moras-en-Valloire
Moras-en-Valloire ist eine französische Gemeinde mit 685 Einwohnern (Stand: 1. Januar 2022) im Département Drôme in der Region Auvergne-Rhône-Alpes; sie gehört zum Arrondissement Valence und zum Kanton Drôme des collines.

## Geographie
Moras-en-Valloire liegt etwa 26 Kilometer südsüdöstlich von Vienne. Moras-en-Valloire wird umgeben von den Nachbargemeinden Manthes im Norden und Nordosten, Lens-Lestang im Osten, Hauterives im Süden sowie Saint-Sorlin-en-Valloire im Westen.

## Bevölkerungsentwicklung
| Jahr                       | 1962 | 1968 | 1975 | 1982 | 1990 | 1999 | 2006 | 2019 |
| Einwohner                  | 458  | 475  | 387  | 468  | 582  | 602  | 604  | 681  |
| Quellen: Cassini und INSEE |      |      |      |      |      |      |      |      |

## Sehenswürdigkeiten
- Kirche Notre-Dame-de-l’Assomption
- historischer Ortskern
- Haus des Marschalls von Ornano (Maison du Gouverneur), 1592 erbaut
- Maison Quarrée aus dem 16. Jahrhundert, heutiges Rathaus

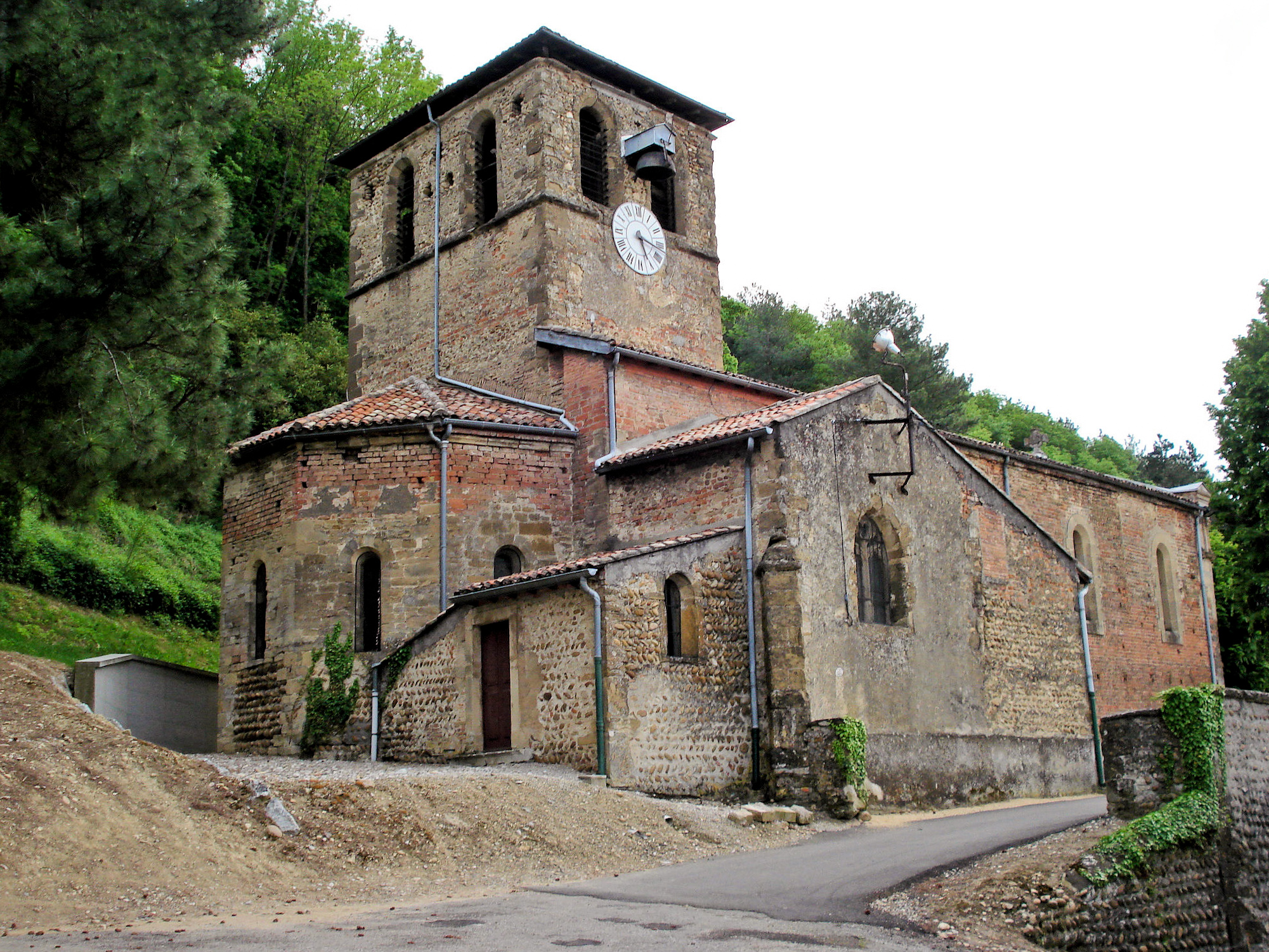
Kirche Notre-Dame-de-l’Assomption
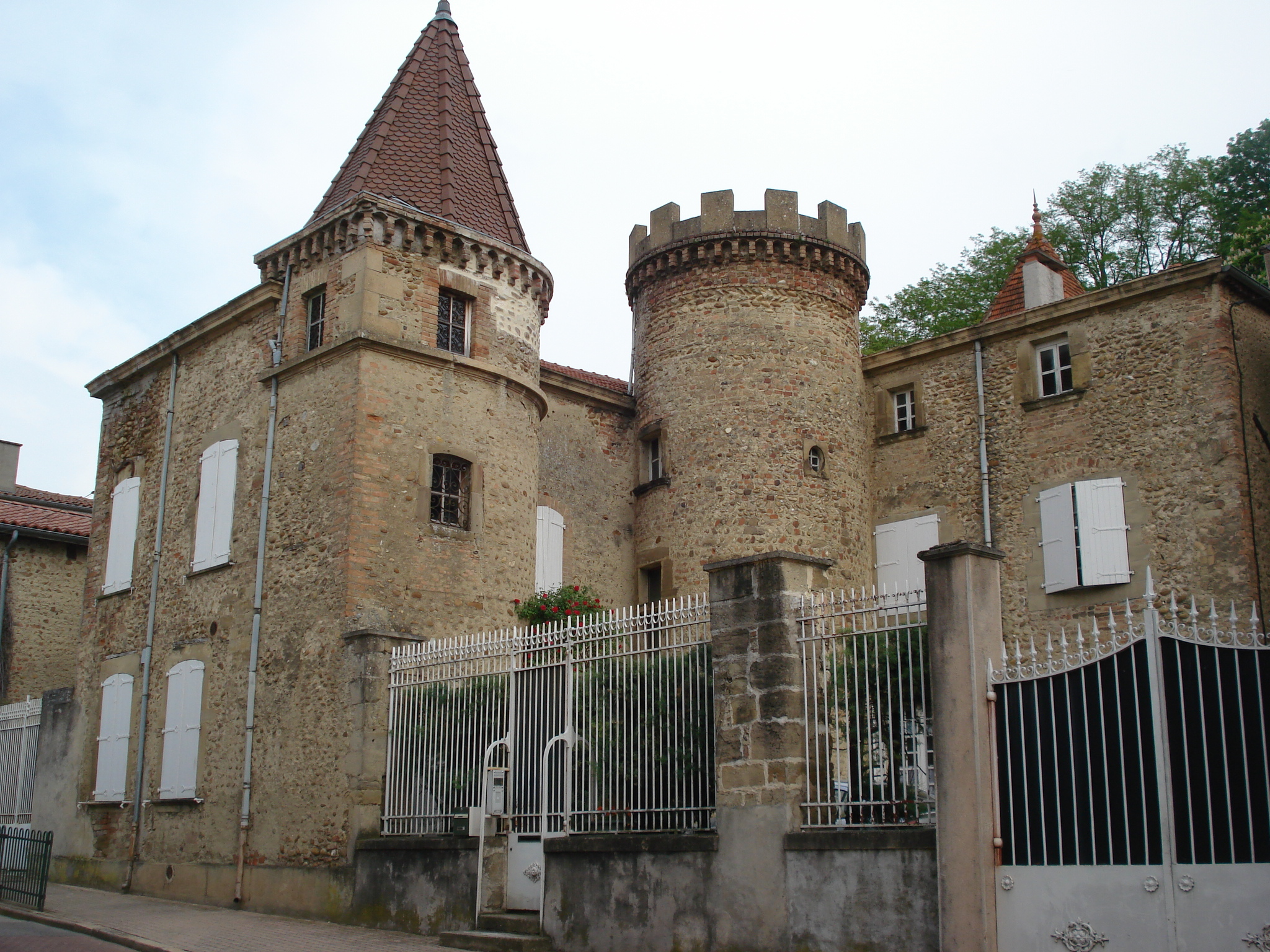
Maison du Gouverneur
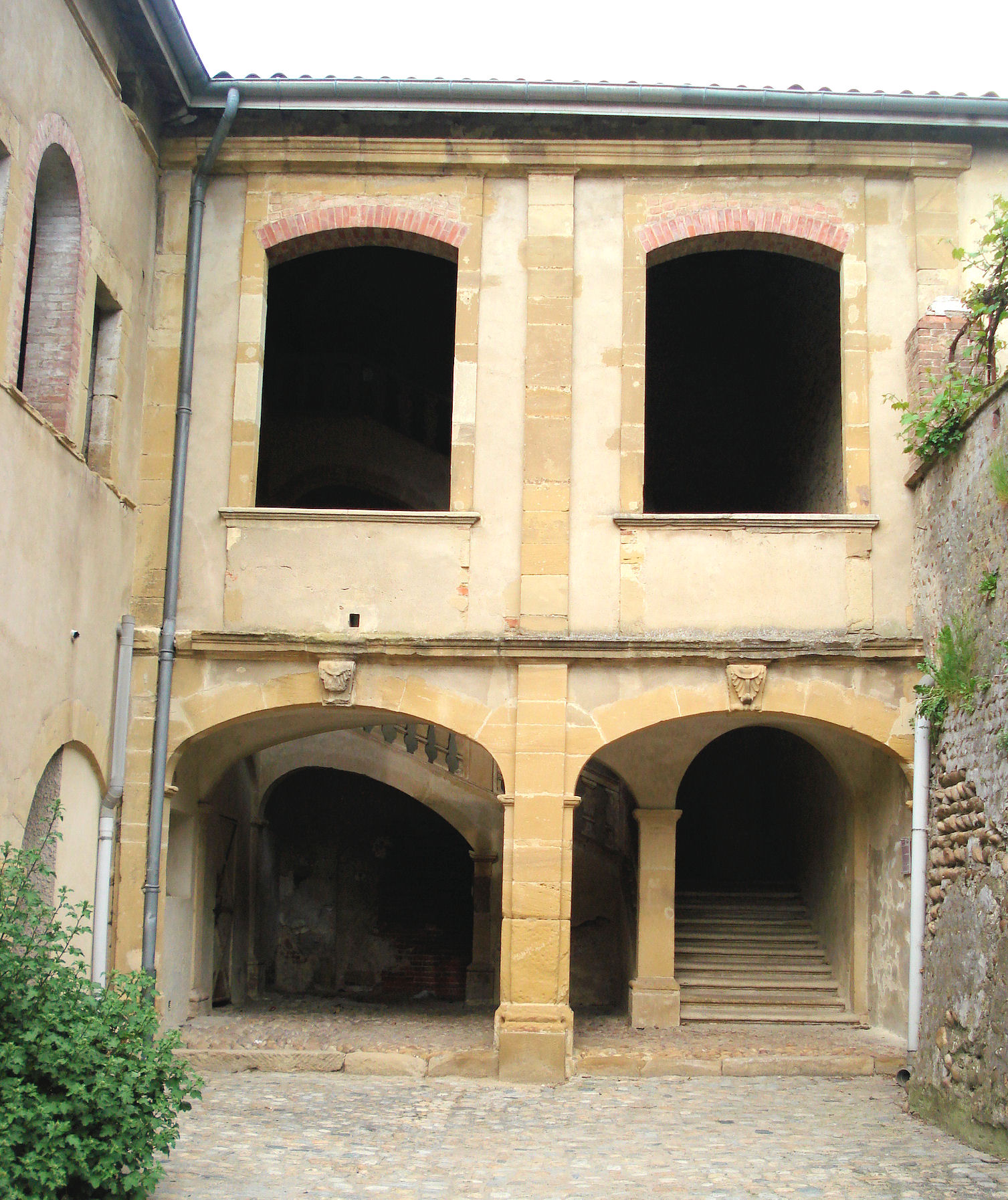
Maison Quarrée, heutiges Rathaus

## Persönlichkeiten
- Maurice Savin (1894–1973), Maler
- Lucien Rebatet (1903–1972), Schriftsteller